# Cixius munita
Cixius munita är en insektsart som beskrevs av Walker 1857. Cixius munita ingår i släktet Cixius och familjen kilstritar. Inga underarter finns listade i Catalogue of Life.